# Аполихино
Аполихино — деревня в Печорском районе Псковской области России. Входит в состав сельского поселения «Лавровская волость».
Расположена на юге района, в 2,5 км к западу от волостного центра, деревни Лавры и в 32 км к югу от райцентра, города Печоры.

## Население
Численность населения деревни по оценке на конец 2000 года составляла 15 жителей.
| 2001 | 2002 | 2010 |
| ---- | ---- | ---- |
| 15   | ↗16  | →16  |